# Heinz Kreißig
Rolf Heinz Kreißig (* 21. Juli 1921 in Leipzig; † 18. Juli 1984 in Berlin-Mitte) war ein deutscher Althistoriker.
Heinz Kreißig legte 1940 sein Abitur ab und begann anschließend mit dem Studium der Volkswirtschaft. Seit 1941 nahm er am Zweiten Weltkrieg teil und geriet später in britische Kriegsgefangenschaft, aus der er 1946 entlassen wurde. Nach seiner Rückkehr in die damalige sowjetische Besatzungszone trat er in die SED ein und übte zunächst verschiedene Tätigkeiten aus, darunter als Verlagslektor und Redakteur am Deutschen Institut für Zeitgeschichte in Berlin. Er begann ein Fernstudium der Geschichte an der Humboldt-Universität zu Berlin und schloss es 1960 mit dem Staatsexamen ab. Daran schloss sich eine planmäßige wissenschaftliche Aspirantur in der Abteilung Altertum des Instituts für Allgemeine Geschichte der HU Berlin an. An selber Stelle wurde Kreißig 1961 wissenschaftlicher Mitarbeiter. Die Promotion erfolgte 1965 und anschließend wurde Kreißig Leiter der Arbeitsgruppe Wirtschaftsgeschichte des Altertums am Institut für Wirtschaftsgeschichte der Berliner Akademie. Im März 1970 folgte die Habilitation. Danach wurde er Leiter des Bereiches Griechisch-Römische Geschichte des Zentralinstituts für Alte Geschichte und Archäologie an der Akademie der Wissenschaften der DDR. 1973 wurde er zum Professor ernannt.
Kreißig forschte vorrangig zur griechischen Geschichte, besonders zum Hellenismus sowie zur Achämenidenzeit und zum alten Israel. Daneben veröffentlichte er auch Kinderbücher mit altorientalischen Märchen und Sagen. Er galt als angesehener Fachmann für die hellenistische Wirtschaftsgeschichte, hatte aber auf die Forschung trotz seiner herausgehobenen Position in der DDR nur begrenzten Einfluss.

## Leben und Karriere

### Leben vor der akademischen Karriere
Heinz Kreißig wurde 1921 als Sohn eines selbstständigen Schneiders im Nordosten Leipzigs geboren. Er stammte aus kleinbürgerlichen Verhältnissen, seine Familie stand der Sozialdemokratie nahe und war antifaschistisch eingestellt. Ab 1932 konnte Kreißig aufgrund einer Freistelle die Oberrealschule besuchen und legte dort 1940 sein Abitur ab. Weil Kreißig nicht das Humanistische Gymnasium, sondern die Oberrealschule besucht hatte, schlug er zunächst eine Karriere jenseits der Altertumswissenschaften ein. Doch waren auf der Oberrealschule die Grundlagen für die später perfekten Kenntnisse des Englischen und Französischen gelegt worden. 1940 begann Kreißig mit dem Studium der Volkswirtschaftslehre an der Universität Leipzig. Im zweiten Semester, im Februar 1941, wurde er zur Wehrmacht eingezogen und kam schließlich im Rang eines Unteroffiziers der Luftwaffe im September 1944 in britische Kriegsgefangenschaft, aus der er 1946 entlassen wurde. In der Gefangenschaft wurde er zunächst als Landarbeiter eingesetzt, später als Dolmetscher und als Redakteur beim Kriegsgefangenenprogramm der BBC. Zudem begann er damit, marxistische Literatur zu lesen, sich publizistisch zu betätigen und vervollkommnete seine Kenntnisse der englischen Sprache.
Nachdem Kreißig Ende 1946 nach Leipzig zurückgekehrt war, arbeitete er als Schlossereihilfsarbeiter in einer Farbenfabrik und besucht die Abendkurse einer Fremdsprachenschule. Im Mai 1947 trat er der SED bei. Seit Juni 1947 war er beim Sender Leipzig des Mitteldeutschen Rundfunks als Übersetzer und Dolmetscher für Englisch und Französisch angestellt. 1949 heiratete er eine Kollegin vom Rundfunk und adoptierte die beiden Kinder der Kriegerwitwe. Im Zuge der Kampagne gegen Westemigranten und ehemalige Gefangene der Westalliierten, verlor er diese Stellung im Dezember 1950. Es folgte eine Zeit der Arbeitslosigkeit, bis Kreißig eine Stelle als Packer in einem Verlag fand. Es war eine schwierige Zeit für Kreißig, der mittlerweile für eine Familie zu sorgen hatte. Hinzu kam der persönliche soziale und materielle Abstieg. An der grundsätzlich positiven Einstellung zur DDR änderten diese Erfahrungen jedoch nichts. Für ihn gehörte eine radikale Neuausrichtung der Gesellschaft zum nötigen Neuanfang. Dank seiner eigenen Tatkraft konnte er sich jedoch recht schnell wieder hoch arbeiten. Über den Posten des Lageristen, des Kollationeurs, des Kontenführers, des Sachbearbeiters und des Werbeleiters schaffte er es bis 1953, zunächst Lektor und dann Redakteur des Leipziger Buchhauses zu werden. Im selben Jahr zog Kreißig aus familiären Gründen nach Berlin und war dort nacheinander in zwei Verlagen Werberedakteur und Lektor. Anschließend wurde er wissenschaftlicher Redakteur beim Institut für Zeitgeschichte.

### Studium und Beginn der akademischen Laufbahn
Mitte der 1950er Jahre befand sich Kreißig in einer für ihn unbefriedigenden Situation, die er mit vielen anderen gleichaltrigen Personen seiner Generation teilte. Der Krieg hatte ihn aus dem eigentlich vorgesehenen Lebenslauf gerissen. Obwohl er sich eine gewisse Stellung erarbeitet hatte, konnte diese ihn nicht wirklich befriedigen. Auch die Arbeit als Lektor zeigte ihm Lücken in der eigenen Bildung auf. Es war absehbar, dass er von Vertretern der folgenden Generation binnen kurzer Zeit überflügelt worden wäre. Kreißig schaffte es zu dieser Zeit, dass ihn sein Verlag zum Fernstudium delegierte, was auch zeitweise Freistellungen mit sich brachte. Im Alter von 35 konnte er sich zum Herbstsemester 1956 an der Humboldt-Universität zum Studium zum Diplom-Historiker einschreiben. Von Beginn an wurde es eine wichtige Weichenstellung für das weitere Leben. Kreißig traf auf Elisabeth Charlotte Welskopf und wurde neben Peter Musiolek ihr erster und zugleich bedeutendster Schüler. Kreißig und Musiolek waren zu dieser Zeit die einzigen Studenten, die sich in der Richtung Alte Geschichte, die eigentlich planmäßig an der Karl-Marx-Universität Leipzig zentral gelehrt werden sollte, spezialisierten. Das Fernstudium wurde zu einem Schlupfloch das bewirkte, dass Welskopf die Alte Geschichte nicht nur weiter an der HU Berlin halten konnte, sondern auch zu einer eigenen Abteilung am Institut für Allgemeine Geschichte ausbaute.
Im Dezember 1960 konnte Kreißig sein Studium ein Jahr früher als geplant abschließen. Schon seine frei gewählte Diplomarbeit Der Makkabäeraufstand bis zum Tode des Judas Makkabäus in seinem sozialökonomischen Zusammenhang weist auf seine weitere Karriere. Die Arbeit wurde wie alle anderen Prüfungen mit der Bestnote bewertet, das Staatsexamen bestand er mit dem Prädikat „Auszeichnung“. Die Diplomurkunde wurde am 30. Dezember 1960 ausgestellt. Mit Welskopfs Hilfe erreichte er, dass sein bisheriger Arbeitgeber, das Institut für Zeitgeschichte ihn frei gab. Zum 1. Januar 1961 wurde er zunächst planmäßiger Aspirant, wenig später wissenschaftlicher Mitarbeiter bei Welskopf. Seit 1961 gab er auch Veranstaltungen an der Universität. Im Jahr darauf erschien mit einem Aufsatz zum Makkabäeraufstand seine erste wissenschaftliche Arbeit. 1965 promovierte Kreißig mit der Arbeit Die sozialen Zusammenhänge des Jüdischen Krieges. Gutachter war neben Welskopf der bedeutende ungarische Althistoriker István Hahn. Beide waren auch Gutachter der Habilitation im Jahr 1969, die im März 1970 abgeschlossen war. Mit Jürgen Kuczynski kam nicht nur einer der bedeutendsten Historiker der DDR, sondern wie Kreißig selbst, ein Spezialist für Wirtschaftsgeschichte als Gutachter hinzu. Thema der Arbeit war Die wirtschaftliche Situation Judas zur Achämenidenzeit.

### Kreißig an der Akademie der Wissenschaften
1965 wechselte Kreißig von der Universität an die Deutsche Akademie der Wissenschaften in Berlin. Anders als im Westen Deutschlands die Universitäten war in der DDR die Akademie das Zentrum der Forschung. Auf Anregung Welskopfs wurde zu diesem Zeitpunkt eine kleine Arbeitsgruppe zur Wirtschaftsgeschichte des Altertums an der Arbeitsstelle für Wirtschaftsgeschichte eingerichtet. Kreißig wurde, ebenfalls auf Betreiben Welskopfs, deren erster Leiter. An der Humboldt-Universität hielt er bis 1983 Lehrveranstaltungen als Lehrbeauftragter. In seiner Funktion rückte er zudem in das zwölfköpfige Nationalkomitee der Wirtschaftshistoriker wie auch in den Redaktionsbeirat des Jahrbuchs für Wirtschaftsgeschichte auf. Als Mitglied des Nationalkomitees wurde Kreißig zum Reisekader und konnte seit Ende der 1960er Jahre an internationalen Veranstaltungen teilnehmen. Im Jahrbuch sorgte er für eine Öffnung auch für Beiträge zum Altertum. Der Aufstieg setzte voraus, dass Kreißig sowohl fachlich wie auch politisch zuverlässig war.
1969 kam es zu weitreichenden Umstellungen in der Akademie, die ab 1972 auch Akademie der Wissenschaften der DDR hieß. Unter anderem wurde das Zentralinstitut für Alte Geschichte und Archäologie geschaffen, zu dem Kreißig mit nennenswerten Aufstiegschancen Mitte des Jahres wechselte. Sein Nachfolger bei den Wirtschaftshistorikern wurde Musiolek. Auch auf diese Entwicklungen hatte erneut Welskopf nachhaltig Einfluss genommen. Am ZIAGA wurde Kreißig zunächst Abteilungsleiter im Bereich Griechisch-Römische Geschichte, ab 1971 leitete er den Bereich. Zum Professor wurde er vom Akademiepräsidenten Hermann Klare 1973 ernannt. Zu den Aufgaben in seiner Position gehörte die Planung und Realisierung der Forschungsarbeiten, aber auch die der Bereich der Gehalts- und Prämienfragen, ja selbst Arbeits- und Gesundheitsschutz. Zudem gehörte er in seiner Position den Redaktionsbeiräten der Zeitschriften Klio und Das Altertum sowie der Reihe Bibliotheca Teubneriana an. Zudem leitete er mehrere kollektive Großprojekte des ZIAGA, so das Hochschullehrbuch zur Griechischen Geschichte, die Weltgeschichte bis zur Herausbildung des Feudalismus und das Projekt Frühe Polis. Kreißigs Einfluss auf derartige Projekte war jedoch begrenzt. Selbst angestrebte Kooperationen mit sowjetischen Institutionen konnten nicht realisiert werden. Seit Anfang der 1970er Jahre war er Mitglied des informellen Zusammenschlusses Groupe internationale de Recherche sur l'esclavage antique (GIREA). An den Tagungen der Gruppe nahm er bis zu seinem Tod teil. Ein Herzinfarkt – er litt seit längerem an Angina pectoris – beeinträchtigte ihn gesundheitlich in dieser Zeit. Seit Mitte der 1970er Jahre publizierte er auch in englischer und französischer Sprache und brachte sich somit nachhaltiger auch in die Forschung außerhalb der DDR ein. 1980 gab er die Leitung des Bereiches aufgrund seiner angeschlagenen Gesundheit ab, blieb aber zunächst Leiter der Hellenismus-Gruppe. 1981 beendete er auch seine Lehrtätigkeit an der Universität. Während einer Bypassoperation im Juni 1984 verstarb Kreißig drei Tage vor seinem 63. Geburtstag.

## Kreißig als Wissenschaftler und Mensch
Kreißig war ein sehr produktiver Autor. Sein Schriftenverzeichnis umfasst 117 Titel, die abgesehen von drei früheren Schriften in den Zeitraum zwischen 1967 und 1984 fallen. Drei der Schriften waren wissenschaftliche Monographien, drei herausgegebene wissenschaftliche Werke, zwei Kinderbücher, 52 Artikel, acht längere Beiträge für Kollektivprojekte, 33 Rezensionen und Rezensionsartikel sowie weitere kleinere Schriften wie Vorworte, Tagungsberichte oder Nachrufe. Seine Forschungen drehten sich weitestgehend um das Antike Palästina, die hellenistische Geschichte, insbesondere die Wirtschaftsgeschichte und das Verhältnis von freier und unfreier Arbeit.
Das Interesse Kreißigs für Wirtschaftsfragen war schon früh vorhanden, was die ursprüngliche Wahl eines Volkswirtschaftsstudiums zeigte. Wirtschaftswissenschaftliche Studien waren eines der wichtigen Standbeine der DDR-Geschichtswissenschaft. In Welskopf fand er eine Lehrerin, die das Interesse an Fragen der Ökonomie und der Sozialgeschichte mit ihm teilte. Beide waren Marxisten und teilten die Auffassung von der Art der materiellen Geschichtsbetrachtungen und der wissenschaftlichen Methodik, die beinhaltete, die Gesellschaft von der ökonomischen Basis her zu begreifen. Damit stellten sie sich bewusst in die Tradition Marx’, den sie in undogmatischer Weise zum Ausgangspunkt eigener marxistischer Positionen machten.
Kreißigs Arbeiten zeichnete schon ein früh ein gewisser Pragmatismus aus. Während Welskopf und Hahn die Habilitationsschrift einhellig als ausgezeichnet werteten, kritisierte Kuczynski die Arbeit und wollte sie zunächst nicht anerkennen. Dabei ging es nicht um den Inhalt der Arbeit, die auch er anerkannte, sondern um seiner Meinung nach konzeptionelle Probleme. Nach Kuczynskis Ansicht weist die Arbeit Flüchtigkeiten und Interpretationsfehler bezüglich der Klassiker des Marxismus-Leninismus auf, unter anderem führte er ein vermeintlich unzutreffendes Marx-Zitat dafür an. Wie auch die späteren positiven Rezensionen der Arbeit zeigten, war diese Kritik allein ideologisch begründet.
Die Wirtschaftsgeschichte des Hellenismus war Thema aller drei akademischen Qualifikationsschriften, von der Diplomarbeit bis zur Habilitation. Grundfrage aller drei Arbeiten war, ob in Palästina die antike oder die sogenannte asiatische Produktionsweise vorherrschend war. Dieselbe Fragestellung war auch für seine wichtigste Arbeit, Wirtschaft und Gesellschaft im Seleukidenreich ausschlaggebend. In allen Arbeiten kommt er zum selben Ergebnis: vorherrschend war sowohl in Palästina wie auch im Seleukidenreich die Asiatische Produktionsweise, die jedoch seit der Zeit Alexanders des Großen von der antiken Produktionsweise beeinflusst war. Vermischungen gab es jedoch nicht. Diese Meinung basiert nicht zuletzt auf Kreißigs Sichtweise der Periodisierung der historischen Epochen, wonach es im Altertum und im Mittelalter nur zwei Wirtschaftsformationen gab, die in beiden Epochen und allen Erdteilen anzutreffen war und auf der Hörigkeit des Produzenten und Eigentum der Oberschicht an den Produktionsmitteln basierte. Die antike Produktionsweise habe viel mehr mit dem Kapitalismus als mit dem Feudalismus gemein, im Grunde war für Kreißig die antike eine primitiv-kapitalistische Produktionsweise. Die antike Sklaverei unterschied sich laut Kreißig aus ökonomischer Sicht nur wenig von der Lohnarbeit. Damit brachte er eigene Ideen und Gedanken in die Althistorie der DDR ein und hatte auch – wenngleich sicher unbeabsichtigt – Berührungspunkte mit den Arbeiten Michael Rostovtzeffs aufzuweisen. Sich persönlich brachte er so in eine unangenehme Mittelstellung in der Alten Geschichte der DDR. Für Marxisten waren die Ergebnisse eine „Abkehr von der reinen Lehre“, Nichtmarxisten taten seine Gedanken als irrelevant für die eigentliche Forschung ab. Kreißigs Position wurde selbst noch im Nachruf Gert Audrings deutlich: Als Hauptanliegen Heinz Kreißigs darf wohl sein Streben bezeichnet werden, auf den Spuren von Karl Marx die grundlegenden qualitativen Unterschiede in der Ökonomie und Gesellschaft der Länder des östlichen Orients einerseits und der antiken Staaten des Mittelmeerraumes andererseits deutlich zu machen und für ein richtiges Verständnis des Geschichtsablaufes konsequent zu berücksichtigen.
Der Wert Kreißigs Arbeit ist heute schwer messbar. Seine theoretischen Forschungen zur asiatischen und antiken Produktionsweise sind als überholt anzusehen, beide theoretischen Modelle sind durch modernere, komplexere Konzepte ersetzt worden. Weiter von Bestand haben seine Forschungen jedoch, wo er über die Theorie hinausgeht und sich den Problemen praktisch nähert. Seine Werke werden bis heute, als marxistische Beiträge zur antiken Wirtschaftsgeschichte, rezipiert.
Kreißigs Mittelstellung sorgte dafür, dass sein Einfluss in der DDR trotz seiner heraus gehobenen Stellung vergleichsweise gering war. Das lässt sich auch an der vergleichsweise geringen Zahl akademischer Schüler, namentlich Christian Mileta und Hagen Fischer, fest machen. Trotz der teilweisen Geringschätzung der Forschungsergebnisse im eigenen Lande wurde Kreißig einer der angesehensten Althistoriker der DDR im Ausland. Durch Welskopf fand er früh Anschluss an die internationale Forschung. Dazu gehörten zunächst vor allem Kontakte in den Ostblock, zu Forschern aus Ungarn, Polen, der Tschechoslowakei, und der Sowjetunion. Doch es entstanden auch Verbindungen zu Historikern aus dem westlichen Ausland, zu denen auch Vertreter gehörten, die der DDR sehr kritisch gegenüberstanden. Persönliche und schriftliche Kontakte unterhielt er unter anderem zu Jan Pečirka, István Hahn, Joël Weinberg, Ilja Schifman, Siegfried Lauffer, Pierre Briant, Moses Finley, Peter Garnsey sowie Geoffrey de Ste Croix. Nicht nur viele der östlichen Kollegen hat Kreißig zu Vorträgen nach Berlin eingeladen. Im Mai 1974 richtete er ein inoffizielles internationales Kolloquium aus Anlass eines „privaten“ Besuches Moses Finleys in der DDR aus. Seit seinen Auftritten auf den internationalen Kongressen für Wirtschaftsgeschichte in Leningrad 1970 und Kopenhagen 1974, aber besonders seit dem Erscheinen seiner Wirtschaftsgeschichte des Seleukidenreiches galt Kreißig als international anerkannte Autorität auf dem Gebiet der antiken Sozial- und Wirtschaftsgeschichte.
Kreißigs internationales Renommee hatte keinen größeren Einfluss auf seinen Stand im weitestgehend abgeschlossenen Wissenschaftssystem der DDR. Vor allem die Routine bei der Arbeit im ZIAGA wirkte ermüdend auf ihn. Zudem waren die von ihm begleiteten Großprojekte weitaus weniger erfolgreich als erhofft, nicht zuletzt weil die Arbeit von Mitarbeitern verschiedener Institutionen koordiniert werden musste, sondern auch, weil für diese Arbeiten Mitarbeiter des ZIAGA von ihren eigentlichen Arbeitsbereichen, etwa den Inscriptiones Graecae, abgezogen werden mussten. Bei den Kollektivunternehmungen hatte Kreißig viel seiner Kraft aufgebraucht – die kollektive Arbeit war ihm ein Gräuel, da sie mit ihrem Zwang zum Konsens zu Lasten der Qualität gehen musste. Er präferierte individuell verfasste Monografien oder Sammelbände mit eigenständig erstellten Beiträgen. Bis zu seinem Tod trieb er mit einem Projekt zur frühen Polis ein solches Sammelbandprojekt voran, das nach seinem Tode jedoch nicht fortgesetzt wurde. Weitaus größer als auf die Arbeiten des ZIAGA waren Kreißigs Einflüsse bei der Forschung zum Hellenismus und zum Verhältnis freier und unfreier Arbeit. Aus diesem Grund konzentrierter er sich nach seinem Herzinfarkt 1975 vorrangig auf diese Felder. Nachdem er 1980 die Leitung seines Bereiches abgegeben hatte, erschien er nur noch selten im ZIAGA, was wohl mit einem Überdruss an der Einrichtung zu tun hatte. Gegen Ende seines Lebens wird er als melancholisch und desillusioniert geschildert.
Kreißigs Verbindung zur DDR war durchaus in Teilen ambivalent, doch war er schlussendlich ein zwar kritischer doch treuer Genosse. Nicht zuletzt aus diesem Grund konnte und wollte Welskopf Kreißig so nachhaltig fördern. Obwohl sich im Laufe der Jahre Enttäuschungen einstellten, betrachtete er die DDR bis zum Lebensende als den besseren deutschen Staat. Zu einem „politischen Einpeitscher“ wurde er nie, auch in seiner Forschung waren ihm, anders als etwa Rigobert Günther, die historischen Quellen wichtiger als die Aussagen der Klassiker des Marxismus-Leninismus. Dogmatismus war ihm bei seinen Forschungen fremd
Wolfgang Schuller schrieb, dass ihm das Beispiel Heinz Kreißig eindrucksvoll gezeigt habe, wie ein marxistisches Herangehen an die Alte Geschichte in musterhafter und durch Tagesereignisse unkorrumpierbarer Weise möglich sei. und der Judaist Joël Weinberg, ein Freund Kreißigs, schrieb Kreißig sei nicht nur ein hervorragender Wissenschaftler, sondern auch, und das ist nicht selbstverständlich und leicht, ein hochanständiger Mensch in nicht sehr anständigen Zeiten und Umständen gewesen.

## Schriften (Auswahl)
Wissenschaftliche Monografien und Herausgeberschaften
- Die sozialen Zusammenhänge des judäischen Krieges. Klassen und Klassenkampf im Palästina des 1. Jahrhunderts v. u. Z. (= Schriften zur Geschichte und Kultur der Antike. Band 1). Akademie, Berlin 1970.
- Die sozialökonomische Situation in Juda zur Achämenidenzeit (= Schriften zur Geschichte und Kultur des Alten Orients. Band 7). Akademie, Berlin 1973.
- Wirtschaft und Gesellschaft im Seleukidenreich. Die Eigentums- und die Abhängigkeitsverhältnisse (= Schriften zur Geschichte und Kultur der Antike. Band 16). Akademie, Berlin 1978.
- Griechische Geschichte. Bis 146 v.u.Z. (Leiter des Autorenkollektivs), DVW, Berlin 1978.
- Geschichte des Hellenismus. Akademie, Berlin 1982 (2. Auflage 1984, 4. Auflage 1991, auch Verlag Das Europäische Buch, West-Berlin 1984, ISBN 3-88436-140-6).
- Hrsg. mit Friedmar Kühnert: Antike Abhängigkeitsformen in den griechischen Gebieten ohne Polisstruktur und den römischen Provinzen. Actes du Colloque sur l'Esclavage, Iéna, 29 septembre – 2 octobre 1981 (= Schriften zur Geschichte und Kultur der Antike. Band 25). Akademie, Berlin 1985.

Kinderbücher
- Der steinerne Mann und andere Erzählungen aus dem alten Orient. Kinderbuchverlag, Berlin 1972.
- mit Stephan Hermlin und Hannes Hüttner: Sagen und Epen der Welt. Neu erzählt. Kinderbuchverlag, Berlin 1977.
- Die Abenteuer der Prinzen von Magada. Nach den erstaunlichen Begebenheiten, die ein Inder namens Dandin vor mehr als 1000 Jahren in der schwierigen Sanskrit-Sprache aufgezeichnet hat. Kinderbuchverlag, Berlin 1983.